# Mina da Parxubeira
A Mina da Parxubeira, também conhecida como Dólmen de Corveira, é uma anta de corredor, situada no lugar conhecido como Estivada Vella, na paróquia de Eirón, em Mazaricos, na província da Corunha (Galiza). Data dentre o IV e o III milênio a.C. Forma parte da necrópole de Sotorraño-Parxubeira-Portocoiro.
O corredor, pequeno, está orientado para leste; a câmara é poligonal e falta a laje de coberta, bem como os ortóstatos do lado sul. Ao todo conserva treze esteios, seis na câmara e sete no corredor. A mamoa teve um diâmetro dentre 19 e 22 m. e contava com uma couraça de pedras.
No seu interior foi encontrado um enxoval consistente em lamelas de sílex, uma ponta de flecha, pedaços de cerâmica campaniforme , quatro estelas antropomórficas de gnaisse granítico e uns pequenos ídolos de coios, um deles com decoração baseada em incisões, chamados betilos, todo o qual se encontra no Museu do Museu Arqueológico da Corunha. As estelas e os betilos estavam chantados verticalmente frente ao corredor de entrada, justo na periferia, mas não à vista. É possível que fossem colocados para proteger o morto como materialização simbólica da divindade da morte.